# Luis Romo
Artikeln följer den spanska namnseden; faderns efternamn är Romo och moderns efternamn Barrón.
Luis Francisco Romo Barrón, född 5 juni 1995, är en mexikansk fotbollsspelare som spelar för Monterrey.
Han blev olympisk bronsmedaljör i fotboll vid sommarspelen 2020 i Tokyo.